# Léon Grégoire
Pour les articles homonymes, voir Léon Grégoire (homonymie) et Grégoire.
Léon Auguste Joseph Grégoire, né à Suresnes le 15 janvier 1861 et mort le 17 décembre 1933 à Paris, fut général de division pendant la Première Guerre mondiale.

## Biographie

### Origines
Son père Étienne Grégoire était portier consigne de première classe à la forteresse du Mont-Valérien.

### Formation
Léon Grégoire est diplômé de l'École spéciale militaire de Saint-Cyr (1880-1882 : 65e promotion des Kroumirs), et de l'École supérieure de guerre où il obtient en 1891 le brevet d'État-major avec la mention bien.

### États de service
- 1880, le 3 octobre : à la mairie de Mézières (Ardennes), engagé volontaire pour cinq ans, sur la liste de recrutement de la classe 1881 de la subdivision de Mézières[4]
- 1882, le 1er octobre[5] : sous-lieutenant au 132e régiment d'infanterie
- 1884 et 1885[5] : suit les cours de l'École régionale de tir du camp de Chalons
- 1887, le 20 janvier[5] : lieutenant au 94e régiment d'infanterie
- 1892, le 21 janvier[5] : lieutenant au 20e régiment d'infanterie
- 1893, le 9 juillet[5] : capitaine au 88e régiment d'infanterie
- 1894, le 26 janvier[5] par décision ministérielle, officier d'ordonnance du général commandant la 66e brigade d'infanterie
- 1898, le 24 octobre[5] par décision ministérielle, officier d'ordonnance du général commandant la 33e division d'infanterie
- 1900, le 10 août[5] par décision ministérielle, officier d'ordonnance du général commandant le 7e corps d'armée
- 1901, le 12 octobre[5] : capitaine au 60e régiment d'infanterie
- 1903, le 24 août[5] : capitaine adjudant major au 60e régiment d'infanterie
- 1903, le 4 décembre[5] : officier d'ordonnance du général Dessirier, gouverneur militaire de Paris
- 1904, le 30 mars[5] : chef de bataillon
- 1906, le 24 juin[5] : chef de bataillon au 102e régiment d'infanterie
- 1908, le 25 décembre[5] : chef d’état-major de la  15e division
- 1910, le 28 septembre[5] : chef d’état-major du 17e corps d’armée
- 1911, le 27 mars[6] : lieutenant-colonel
- 1914, le 1er novembre[6] : colonel
  - 1914 : batailles de Belgique, de la Meuse, de la Marne
  - 1914 : bataille de l'Artois
- 1916, le 7 octobre[6] : général de brigade, commandant[7] la 1re division d'infanterie (1er corps d'armée) 
  - 1916 : bataille de Verdun
  - 1917 : batailles de l'Aisne, des Flandres
- 1918, le 23 décembre[6] : général de division
  - bataille de Noyon en mars où le 1er régiment de la division Grégoire fait preuve d'une « excellente attitude »[8]
  - bataille de l'Aisne
  - le 15 décembre 1918, le général Grégoire participe avec ses troupes au défilé de Mayence[9]
- 1919, en Allemagne du 6 juillet au 23 octobre

En 1922, Léon Grégoire est nommé gouverneur de Lille.

### Libération de la Lorraine

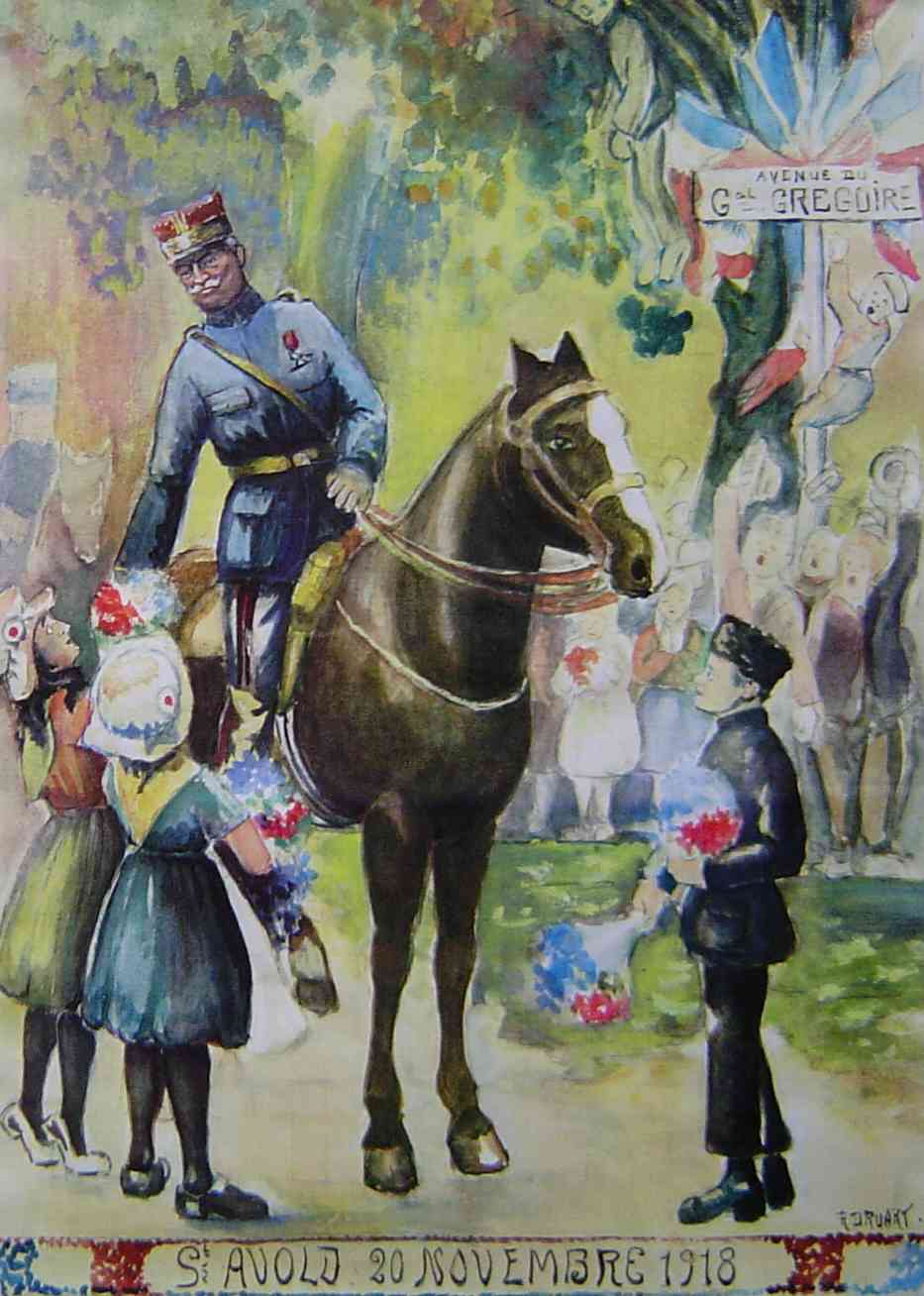
Inauguration de lavenue du Général-Grégoire le 20 novembre 1918 à Saint-Avold.

En novembre 1918, il met en marche sa Division vers la Lorraine. À Saint-Avold, le 20 novembre, une réception solennelle est organisée pour la reconquête de la Lorraine. Le général Grégoire entre à cheval à la tête de ses troupes.

## Citations et décorations

### Citations à l'ordre de l'armée
Le 16 novembre 1917, il est cité à l'ordre de la 1re armée française : « a fait preuve des plus belles qualités de chef dans la préparation et l'exécution d'une attaque ; a su animer ses troupes de la volonté de vaincre et, par ses habiles dispositions a obtenu un brillant succès qui s'est traduit par l'enlèvement de trois lignes de défense puissamment fortifiées et par une avance de plus de trois kilomètres. »
Le 1er mars 1919, il est cité à l'ordre de la Xe Armée par le général d'armée Charles Mangin, à l'issue de la seconde bataille de la Marne : « Après les combats de mai-juin au sud de Soissons, a rapidement réorganisé sa division qui venait d'être très éprouvée, en a poursuivi l'amalgame et l'entraînement dans une série d'actions de détail très rudes aux lisières de la forêt de Retz. En a fait une magnifique troupe d'attaque digne des traditions de la 1re division. Le 18 juillet au soir, a exécuté une délicate manœuvre de débordement et a enlevé l'importante position de Saint-Rémy-Blangy, a vigoureusement poursuivi jusqu'à la voie ferrée de Grand Rozoy, s'emparant de trente canons et d'un important matériel dans une série de rudes combats du 19 au 23 juillet,. »

### Décorations
- Ordre national de la Légion d'honneur[4] :
  -  Chevalier de la Légion d'honneur le 12 juillet 1905
  -  Officier de la Légion d'honneur le 30 octobre 1914
  -  Commandeur de la Légion d'honneur le 6 juillet 1919[13]
  -  Grand officier de la Légion d'honneur le 12 juillet 1923[14], décoration remise par le président de la République Alexandre Millerand le 15 juillet 1923 à l'Hôtel des Invalides
- le ministre de l'Intérieur lui attribue la médaille d'argent de la Mutualité le 11 juillet 1905[15]
- Croix de guerre 1914–1918 française
- Croix de guerre belge
- Commandeur de l'Ordre du Nichan Iftikhar (Tunisie)
- Commandeur de l'ordre du mérite militaire d'Espagne
- Décoré de l'ordre de Saint-Vladimir (Russie)
- Décoré de l'ordre de Saint-Michel et Saint-Georges (Grande-Bretagne)

### Décès et inhumation
Léon Grégoire meurt le 17 décembre 1933 en son domicile, au no 4, rue Lavoisier  dans le 8e arrondissement de Paris. Il est inhumé au cimetière parisien de Pantin (42e division).

## Hommages
Des rues dans les villages libérés portent son nom. C’est le cas notamment à Stiring-Wendel où l'exposition Le général Grégoire, un acteur de la Grande Guerre est organisée en novembre 2014,.
En novembre 2016, la commune de Ville dans l'Oise présente l'exposition « Les généraux Grégoire et de Villéméjane, Ville et la Grande guerre ».

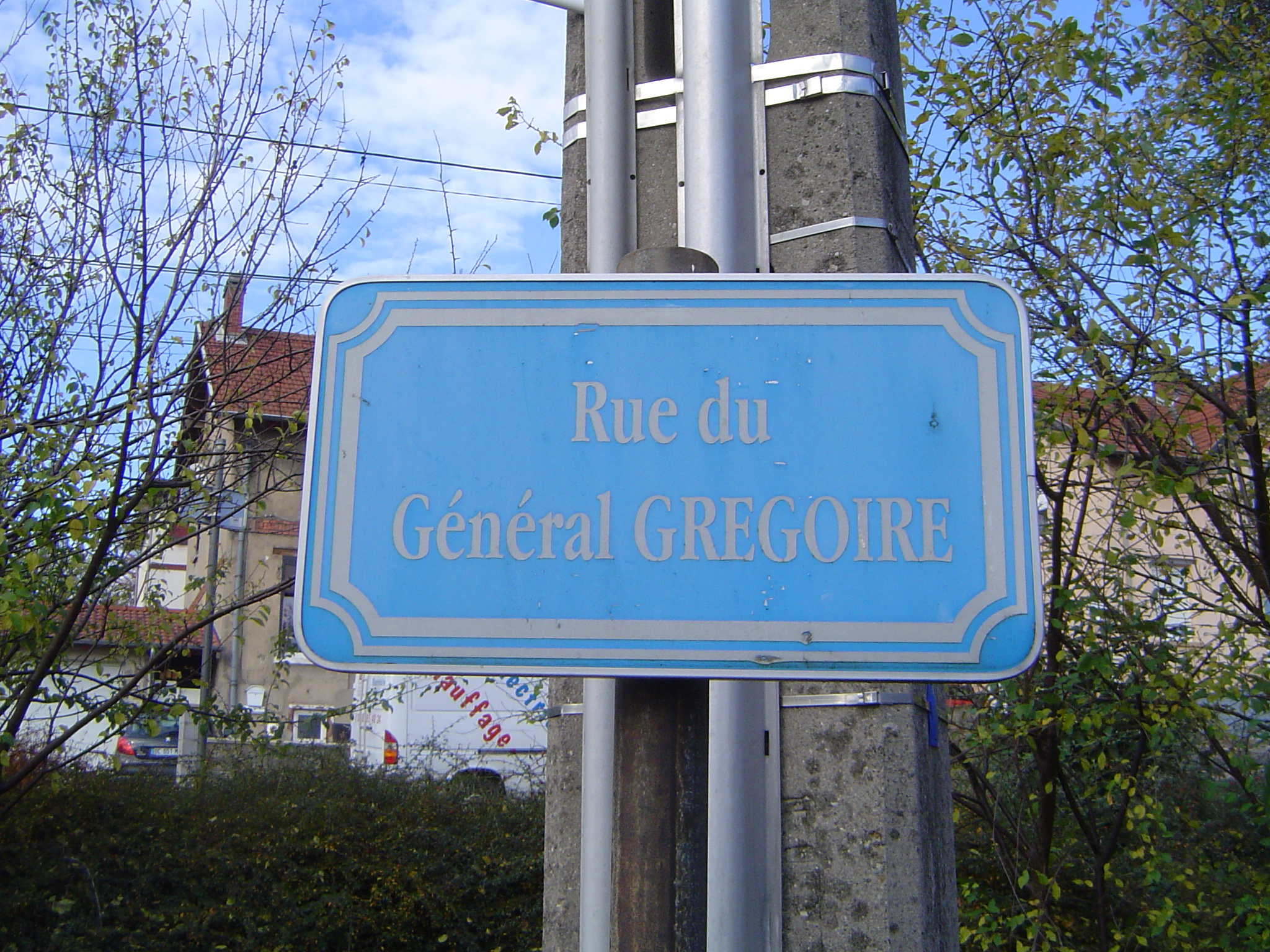
Panneau à Stiring-Wendel.
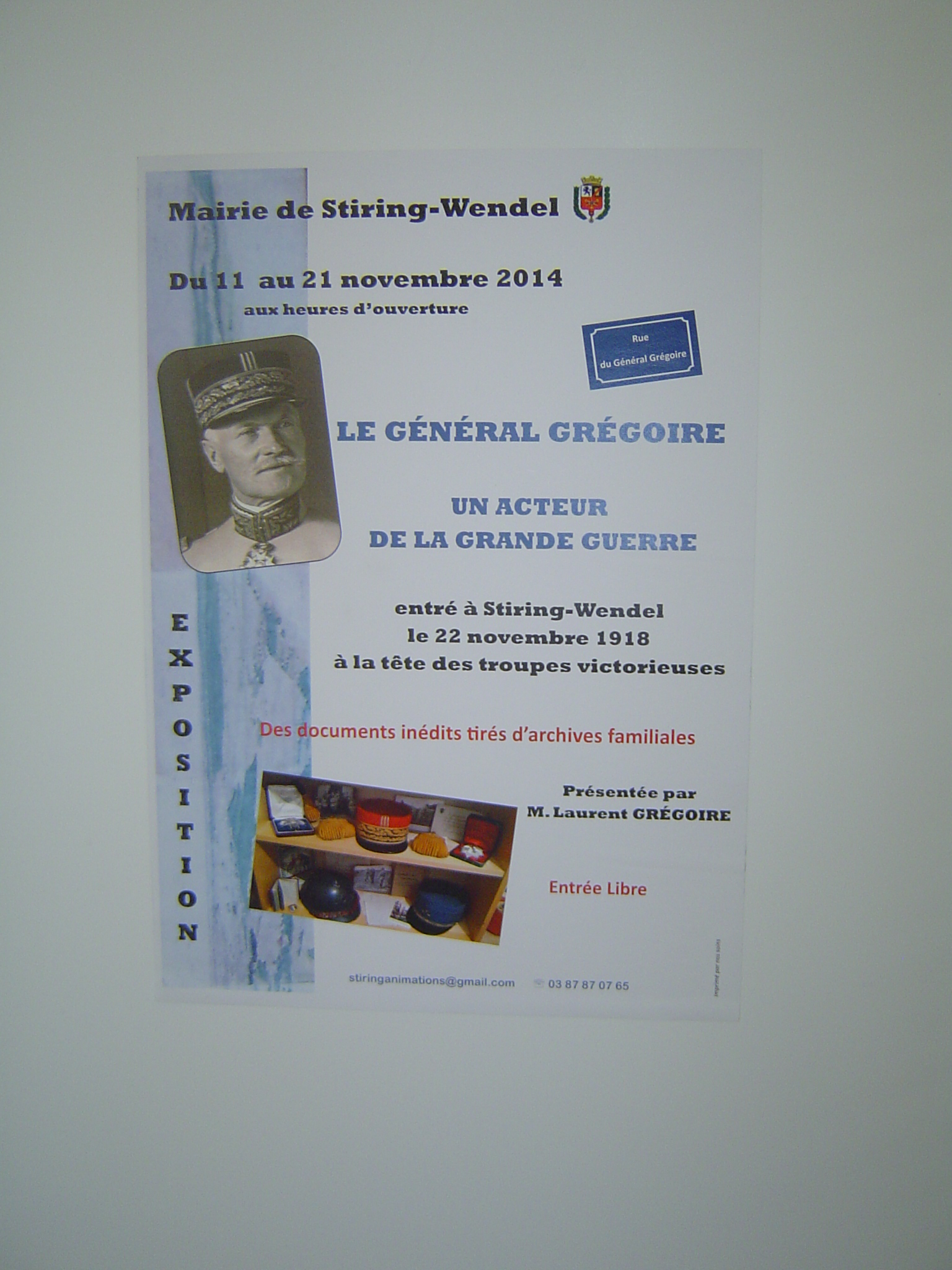
Affiche de l'exposition.
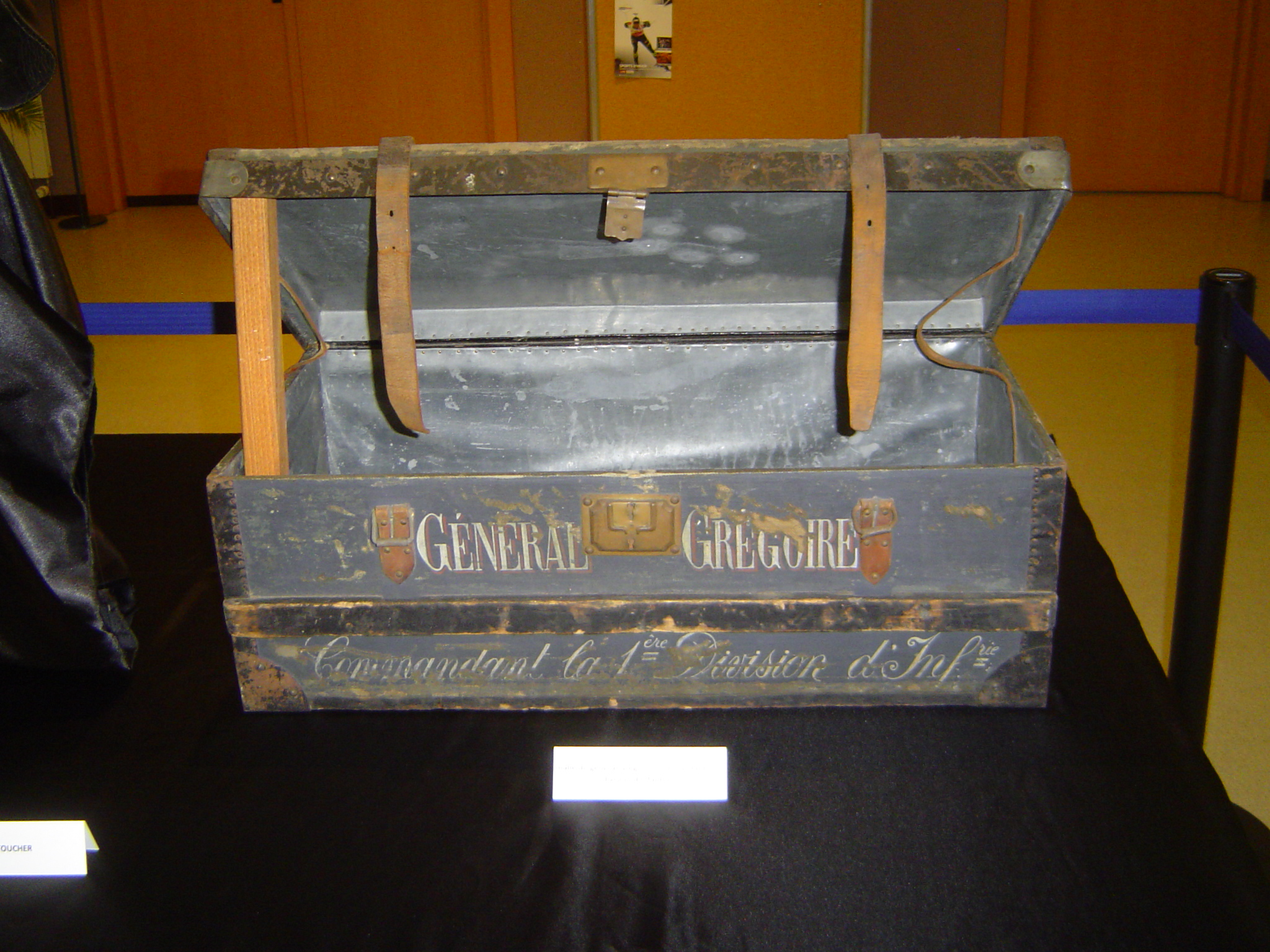
La malle blindée du général.
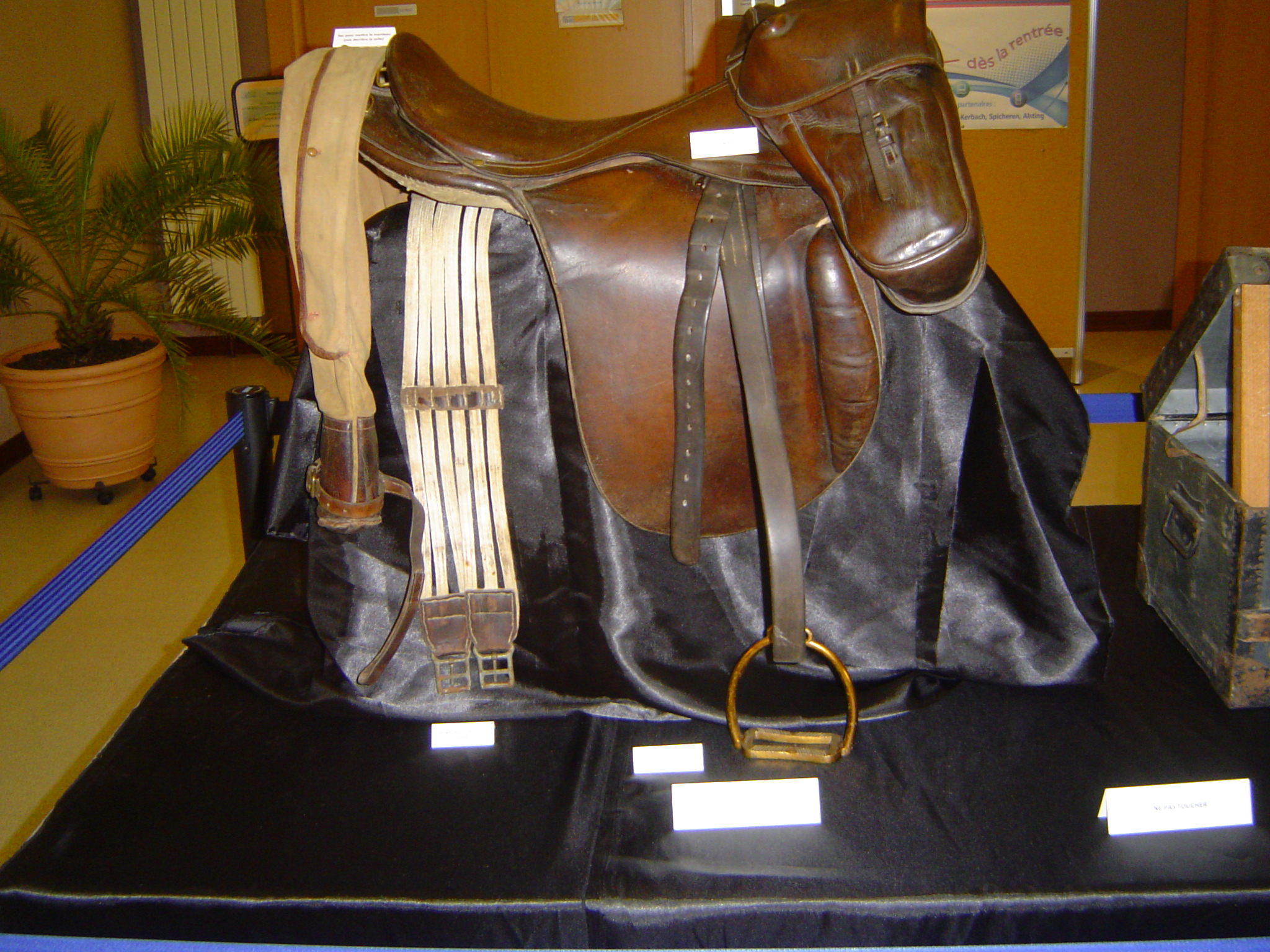
La selle de cheval du général.
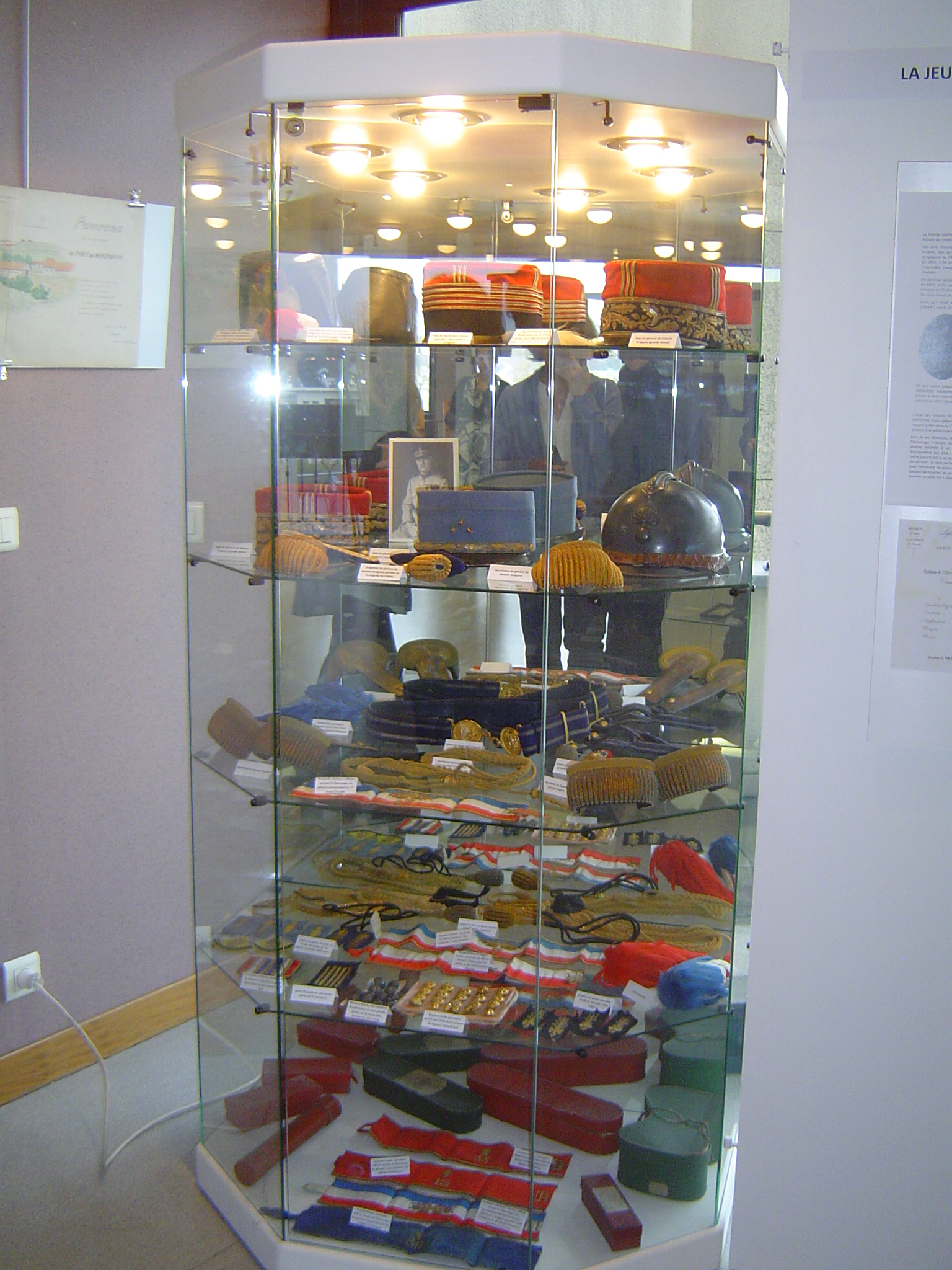
Les képis du général.

## Liens familiaux

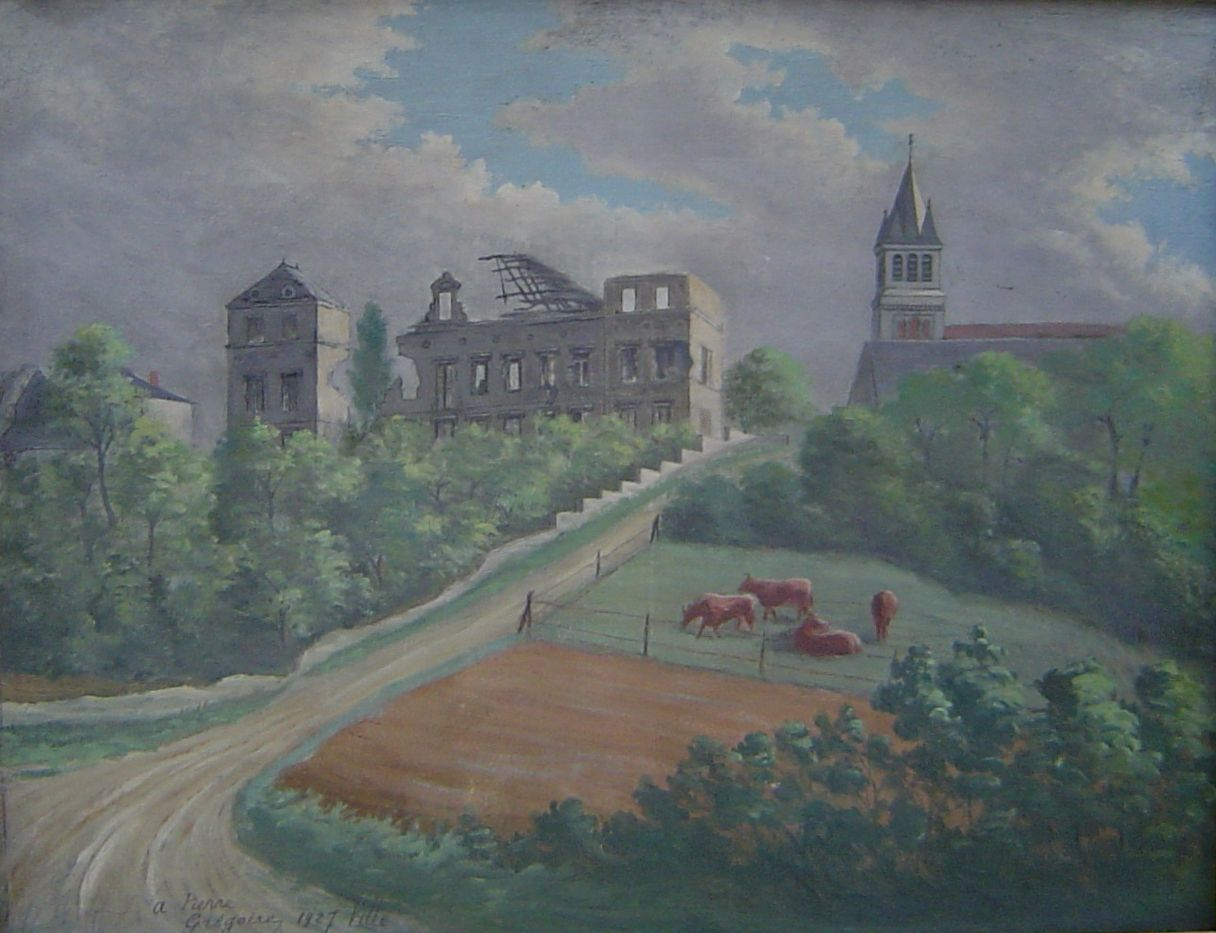
Château de Ville, peinture de Léon Grégoire en 1927 (collection privée).

Léon Grégoire était très lié à son cousin, le général François de Villeméjane. En 1915, ce dernier est relevé du commandement de la 33e division d'infanterie par le général Joffre « pour avoir fait preuve le 22 août 1914 d'une impéritie qui a coûté des pertes sensibles surtout en prisonniers, notamment la perte de toute une artillerie divisionnaire ». Il est cocasse de noter que le journal de marche mentionne alors que le 17e corps d'armée (dont dépendait la 33e division) avait à cette époque comme chef d'état-major, le lieutenant-colonel Léon Grégoire.
François de Villeméjane et Léon Grégoire étaient cousins par alliance, et malgré ces revers, les deux cousins étaient très liés. Léon Grégoire séjournait régulièrement à Ville, où il possédait une maison proche du château, propriété appartenant à Marie de Beauquesne, l'épouse de François. C'est dans sa maison de Ville que mourut le 15 juin 1948 Germaine Mimerel, l'épouse de Léon Grégoire.
| en savoir plus en cliquant ci-dessous Famille de Beauquesne | en savoir plus en cliquant ci-dessous Famille de Beauquesne | en savoir plus en cliquant ci-dessous Famille de Beauquesne | en savoir plus en cliquant ci-dessous Famille de Beauquesne | en savoir plus en cliquant ci-dessous Famille de Beauquesne | en savoir plus en cliquant ci-dessous Famille de Beauquesne |                             |                             | en savoir plus en cliquant ci-dessous Famille Le Bas | en savoir plus en cliquant ci-dessous Famille Le Bas | en savoir plus en cliquant ci-dessous Famille Le Bas | en savoir plus en cliquant ci-dessous Famille Le Bas | en savoir plus en cliquant ci-dessous Famille Le Bas | en savoir plus en cliquant ci-dessous Famille Le Bas |                             |                             | en savoir plus en cliquant ci-dessous Famille Mimerel | en savoir plus en cliquant ci-dessous Famille Mimerel | en savoir plus en cliquant ci-dessous Famille Mimerel | en savoir plus en cliquant ci-dessous Famille Mimerel | en savoir plus en cliquant ci-dessous Famille Mimerel | en savoir plus en cliquant ci-dessous Famille Mimerel |                          |                          | en savoir plus en cliquant ci-dessous Famille de Peytes de Montcabrier | en savoir plus en cliquant ci-dessous Famille de Peytes de Montcabrier | en savoir plus en cliquant ci-dessous Famille de Peytes de Montcabrier | en savoir plus en cliquant ci-dessous Famille de Peytes de Montcabrier | en savoir plus en cliquant ci-dessous Famille de Peytes de Montcabrier | en savoir plus en cliquant ci-dessous Famille de Peytes de Montcabrier |                             |                             | en savoir plus en cliquant ci-dessous Famille Scrive | en savoir plus en cliquant ci-dessous Famille Scrive | en savoir plus en cliquant ci-dessous Famille Scrive | en savoir plus en cliquant ci-dessous Famille Scrive | en savoir plus en cliquant ci-dessous Famille Scrive | en savoir plus en cliquant ci-dessous Famille Scrive |                              |                              |                              |                              |                                   |                                   | Voir directement l'article en cliquant sur le nom en gras | Voir directement l'article en cliquant sur le nom en gras | Voir directement l'article en cliquant sur le nom en gras | Voir directement l'article en cliquant sur le nom en gras | Voir directement l'article en cliquant sur le nom en gras | Voir directement l'article en cliquant sur le nom en gras |                                         |                                         |                                         |                                         |                                      |                                      |                                      |                                      |                                      |                                      |                                              |                                              |                                              |                                              |                                              |                                              |                                            |                                            |                                 |                                 |                                     |                                     |                                     |                                     |                                     |                                     |  |  |  |  |  |  |  |  |  |  |  |  |  |  |  |  |  |  |  |  |  |  |                                       |                                       |                                       |                                       |                                       |                                       |  |  |                                       |                                       |                                       |                                       |                                       |                                       |  |  |  |  |
| en savoir plus en cliquant ci-dessous Famille de Beauquesne | en savoir plus en cliquant ci-dessous Famille de Beauquesne | en savoir plus en cliquant ci-dessous Famille de Beauquesne | en savoir plus en cliquant ci-dessous Famille de Beauquesne | en savoir plus en cliquant ci-dessous Famille de Beauquesne | en savoir plus en cliquant ci-dessous Famille de Beauquesne |                             |                             | en savoir plus en cliquant ci-dessous Famille Le Bas | en savoir plus en cliquant ci-dessous Famille Le Bas | en savoir plus en cliquant ci-dessous Famille Le Bas | en savoir plus en cliquant ci-dessous Famille Le Bas | en savoir plus en cliquant ci-dessous Famille Le Bas | en savoir plus en cliquant ci-dessous Famille Le Bas |                             |                             | en savoir plus en cliquant ci-dessous Famille Mimerel | en savoir plus en cliquant ci-dessous Famille Mimerel | en savoir plus en cliquant ci-dessous Famille Mimerel | en savoir plus en cliquant ci-dessous Famille Mimerel | en savoir plus en cliquant ci-dessous Famille Mimerel | en savoir plus en cliquant ci-dessous Famille Mimerel |                          |                          | en savoir plus en cliquant ci-dessous Famille de Peytes de Montcabrier | en savoir plus en cliquant ci-dessous Famille de Peytes de Montcabrier | en savoir plus en cliquant ci-dessous Famille de Peytes de Montcabrier | en savoir plus en cliquant ci-dessous Famille de Peytes de Montcabrier | en savoir plus en cliquant ci-dessous Famille de Peytes de Montcabrier | en savoir plus en cliquant ci-dessous Famille de Peytes de Montcabrier |                             |                             | en savoir plus en cliquant ci-dessous Famille Scrive | en savoir plus en cliquant ci-dessous Famille Scrive | en savoir plus en cliquant ci-dessous Famille Scrive | en savoir plus en cliquant ci-dessous Famille Scrive | en savoir plus en cliquant ci-dessous Famille Scrive | en savoir plus en cliquant ci-dessous Famille Scrive |                              |                              |                              |                              |                                   |                                   | Voir directement l'article en cliquant sur le nom en gras | Voir directement l'article en cliquant sur le nom en gras | Voir directement l'article en cliquant sur le nom en gras | Voir directement l'article en cliquant sur le nom en gras | Voir directement l'article en cliquant sur le nom en gras | Voir directement l'article en cliquant sur le nom en gras |                                         |                                         |                                         |                                         |                                      |                                      |                                      |                                      |                                      |                                      |                                              |                                              |                                              |                                              |                                              |                                              |                                            |                                            |                                 |                                 |                                     |                                     |                                     |                                     |                                     |                                     |  |  |  |  |  |  |  |  |  |  |  |  |  |  |  |  |  |  |  |  |  |  | Joseph Saturnin de Peytes 1741 — 1819 | Joseph Saturnin de Peytes 1741 — 1819 | Joseph Saturnin de Peytes 1741 — 1819 | Joseph Saturnin de Peytes 1741 — 1819 | Joseph Saturnin de Peytes 1741 — 1819 | Joseph Saturnin de Peytes 1741 — 1819 |  |  | Marie Josèphe Tannique de Saint-Lanne | Marie Josèphe Tannique de Saint-Lanne | Marie Josèphe Tannique de Saint-Lanne | Marie Josèphe Tannique de Saint-Lanne | Marie Josèphe Tannique de Saint-Lanne | Marie Josèphe Tannique de Saint-Lanne |  |  |  |  |
|                                                             |                                                             |                                                             |                                                             |                                                             |                                                             |                             |                             |                                                      |                                                      |                                                      |                                                      |                                                      |                                                      |                             |                             |                                                       |                                                       |                                                       |                                                       |                                                       |                                                       |                          |                          |                                                                        |                                                                        |                                                                        |                                                                        |                                                                        |                                                                        |                             |                             |                                                      |                                                      |                                                      |                                                      |                                                      |                                                      |                              |                              |                              |                              |                                   |                                   |                                                           |                                                           |                                                           |                                                           |                                                           |                                                           |                                         |                                         |                                         |                                         |                                      |                                      |                                      |                                      |                                      |                                      |                                              |                                              |                                              |                                              |                                              |                                              |                                            |                                            |                                 |                                 |                                     |                                     |                                     |                                     |                                     |                                     |  |  |  |  |  |  |  |  |  |  |  |  |  |  |  |  |  |  |  |  |  |  | Joseph Saturnin de Peytes 1741 — 1819 | Joseph Saturnin de Peytes 1741 — 1819 | Joseph Saturnin de Peytes 1741 — 1819 | Joseph Saturnin de Peytes 1741 — 1819 | Joseph Saturnin de Peytes 1741 — 1819 | Joseph Saturnin de Peytes 1741 — 1819 |  |  | Marie Josèphe Tannique de Saint-Lanne | Marie Josèphe Tannique de Saint-Lanne | Marie Josèphe Tannique de Saint-Lanne | Marie Josèphe Tannique de Saint-Lanne | Marie Josèphe Tannique de Saint-Lanne | Marie Josèphe Tannique de Saint-Lanne |  |  |  |  |
|                                                             |                                                             |                                                             |                                                             |                                                             |                                                             |                             |                             |                                                      |                                                      |                                                      |                                                      |                                                      |                                                      |                             |                             |                                                       |                                                       |                                                       |                                                       |                                                       |                                                       |                          |                          |                                                                        |                                                                        |                                                                        |                                                                        |                                                                        |                                                                        |                             |                             |                                                      |                                                      |                                                      |                                                      |                                                      |                                                      |                              |                              |                              |                              |                                   |                                   |                                                           |                                                           |                                                           |                                                           |                                                           |                                                           |                                         |                                         |                                         |                                         |                                      |                                      |                                      |                                      |                                      |                                      |                                              |                                              |                                              |                                              |                                              |                                              |                                            |                                            |                                 |                                 |                                     |                                     |                                     |                                     |                                     |                                     |  |  |  |  |  |  |  |  |  |  |  |  |  |  |  |  |  |  |  |  |  |  |                                       |                                       |                                       |                                       |                                       |                                       |  |  |                                       |                                       |                                       |                                       |                                       |                                       |  |  |  |  |
|                                                             |                                                             |                                                             |                                                             | Antoine Mimerel 1750 — 1828                                 | Antoine Mimerel 1750 — 1828                                 | Antoine Mimerel 1750 — 1828 | Antoine Mimerel 1750 — 1828 | Antoine Mimerel 1750 — 1828                          | Antoine Mimerel 1750 — 1828                          |                                                      |                                                      |                                                      |                                                      |                             |                             | Florence Le Bas 1761 — 1830                           | Florence Le Bas 1761 — 1830                           | Florence Le Bas 1761 — 1830                           | Florence Le Bas 1761 — 1830                           | Florence Le Bas 1761 — 1830                           | Florence Le Bas 1761 — 1830                           |                          |                          |                                                                        |                                                                        |                                                                        |                                                                        |                                                                        |                                                                        |                             |                             |                                                      |                                                      |                                                      |                                                      |                                                      |                                                      |                              |                              |                              |                              | Antoine de Beauquesne 1766 — 1838 | Antoine de Beauquesne 1766 — 1838 | Antoine de Beauquesne 1766 — 1838                         | Antoine de Beauquesne 1766 — 1838                         | Antoine de Beauquesne 1766 — 1838                         | Antoine de Beauquesne 1766 — 1838                         |                                                           |                                                           |                                         |                                         |                                         |                                         | Anne Rouvairolis Rigaud de Villedieu | Anne Rouvairolis Rigaud de Villedieu | Anne Rouvairolis Rigaud de Villedieu | Anne Rouvairolis Rigaud de Villedieu | Anne Rouvairolis Rigaud de Villedieu | Anne Rouvairolis Rigaud de Villedieu |                                              |                                              | Jean Eloy Fortuné de Peytes de Montcabrier   | Jean Eloy Fortuné de Peytes de Montcabrier   | Jean Eloy Fortuné de Peytes de Montcabrier   | Jean Eloy Fortuné de Peytes de Montcabrier   | Jean Eloy Fortuné de Peytes de Montcabrier | Jean Eloy Fortuné de Peytes de Montcabrier |                                 |                                 | Lucie Dominique de Bedos de Campan  | Lucie Dominique de Bedos de Campan  | Lucie Dominique de Bedos de Campan  | Lucie Dominique de Bedos de Campan  | Lucie Dominique de Bedos de Campan  | Lucie Dominique de Bedos de Campan  |  |  |  |  |  |  |  |  |  |  |  |  |  |  |  |  |  |  |  |  |  |  |                                       |                                       |                                       |                                       |                                       |                                       |  |  |                                       |                                       |                                       |                                       |                                       |                                       |  |  |  |  |
|                                                             |                                                             |                                                             |                                                             | Antoine Mimerel 1750 — 1828                                 | Antoine Mimerel 1750 — 1828                                 | Antoine Mimerel 1750 — 1828 | Antoine Mimerel 1750 — 1828 | Antoine Mimerel 1750 — 1828                          | Antoine Mimerel 1750 — 1828                          |                                                      |                                                      |                                                      |                                                      |                             |                             | Florence Le Bas 1761 — 1830                           | Florence Le Bas 1761 — 1830                           | Florence Le Bas 1761 — 1830                           | Florence Le Bas 1761 — 1830                           | Florence Le Bas 1761 — 1830                           | Florence Le Bas 1761 — 1830                           |                          |                          |                                                                        |                                                                        |                                                                        |                                                                        |                                                                        |                                                                        |                             |                             |                                                      |                                                      |                                                      |                                                      |                                                      |                                                      |                              |                              |                              |                              | Antoine de Beauquesne 1766 — 1838 | Antoine de Beauquesne 1766 — 1838 | Antoine de Beauquesne 1766 — 1838                         | Antoine de Beauquesne 1766 — 1838                         | Antoine de Beauquesne 1766 — 1838                         | Antoine de Beauquesne 1766 — 1838                         |                                                           |                                                           |                                         |                                         |                                         |                                         | Anne Rouvairolis Rigaud de Villedieu | Anne Rouvairolis Rigaud de Villedieu | Anne Rouvairolis Rigaud de Villedieu | Anne Rouvairolis Rigaud de Villedieu | Anne Rouvairolis Rigaud de Villedieu | Anne Rouvairolis Rigaud de Villedieu |                                              |                                              | Jean Eloy Fortuné de Peytes de Montcabrier   | Jean Eloy Fortuné de Peytes de Montcabrier   | Jean Eloy Fortuné de Peytes de Montcabrier   | Jean Eloy Fortuné de Peytes de Montcabrier   | Jean Eloy Fortuné de Peytes de Montcabrier | Jean Eloy Fortuné de Peytes de Montcabrier |                                 |                                 | Lucie Dominique de Bedos de Campan  | Lucie Dominique de Bedos de Campan  | Lucie Dominique de Bedos de Campan  | Lucie Dominique de Bedos de Campan  | Lucie Dominique de Bedos de Campan  | Lucie Dominique de Bedos de Campan  |  |  |  |  |  |  |  |  |  |  |  |  |  |  |  |  |  |  |  |  |  |  |                                       |                                       |                                       |                                       |                                       |                                       |  |  |                                       |                                       |                                       |                                       |                                       |                                       |  |  |  |  |
|                                                             |                                                             |                                                             |                                                             |                                                             |                                                             |                             |                             |                                                      |                                                      |                                                      |                                                      |                                                      |                                                      |                             |                             |                                                       |                                                       |                                                       |                                                       |                                                       |                                                       |                          |                          |                                                                        |                                                                        |                                                                        |                                                                        |                                                                        |                                                                        |                             |                             |                                                      |                                                      |                                                      |                                                      |                                                      |                                                      |                              |                              |                              |                              |                                   |                                   |                                                           |                                                           |                                                           |                                                           |                                                           |                                                           |                                         |                                         |                                         |                                         |                                      |                                      |                                      |                                      |                                      |                                      |                                              |                                              |                                              |                                              |                                              |                                              |                                            |                                            |                                 |                                 |                                     |                                     |                                     |                                     |                                     |                                     |  |  |  |  |  |  |  |  |  |  |  |  |  |  |  |  |  |  |  |  |  |  |                                       |                                       |                                       |                                       |                                       |                                       |  |  |                                       |                                       |                                       |                                       |                                       |                                       |  |  |  |  |
|                                                             |                                                             |                                                             |                                                             |                                                             |                                                             |                             |                             |                                                      |                                                      |                                                      |                                                      |                                                      |                                                      |                             |                             |                                                       |                                                       |                                                       |                                                       |                                                       |                                                       |                          |                          |                                                                        |                                                                        |                                                                        |                                                                        |                                                                        |                                                                        |                             |                             |                                                      |                                                      |                                                      |                                                      |                                                      |                                                      |                              |                              |                              |                              |                                   |                                   |                                                           |                                                           |                                                           |                                                           |                                                           |                                                           |                                         |                                         |                                         |                                         |                                      |                                      |                                      |                                      |                                      |                                      |                                              |                                              |                                              |                                              |                                              |                                              |                                            |                                            |                                 |                                 |                                     |                                     |                                     |                                     |                                     |                                     |  |  |  |  |  |  |  |  |  |  |  |  |  |  |  |  |  |  |  |  |  |  |                                       |                                       |                                       |                                       |                                       |                                       |  |  |                                       |                                       |                                       |                                       |                                       |                                       |  |  |  |  |
| Auguste Mimerel 1786 — 1871                                 | Auguste Mimerel 1786 — 1871                                 | Auguste Mimerel 1786 — 1871                                 | Auguste Mimerel 1786 — 1871                                 | Auguste Mimerel 1786 — 1871                                 | Auguste Mimerel 1786 — 1871                                 |                             |                             |                                                      |                                                      |                                                      |                                                      | Marie Flahaut 1792 — 1875                            | Marie Flahaut 1792 — 1875                            | Marie Flahaut 1792 — 1875   | Marie Flahaut 1792 — 1875   | Marie Flahaut 1792 — 1875                             | Marie Flahaut 1792 — 1875                             |                                                       |                                                       |                                                       |                                                       |                          |                          | Antoine Mimerel 1788 — 1867                                            | Antoine Mimerel 1788 — 1867                                            | Antoine Mimerel 1788 — 1867                                            | Antoine Mimerel 1788 — 1867                                            | Antoine Mimerel 1788 — 1867                                            | Antoine Mimerel 1788 — 1867                                            |                             |                             |                                                      |                                                      |                                                      |                                                      | Stéphanie Durand 1795 — 1843                         | Stéphanie Durand 1795 — 1843                         | Stéphanie Durand 1795 — 1843 | Stéphanie Durand 1795 — 1843 | Stéphanie Durand 1795 — 1843 | Stéphanie Durand 1795 — 1843 |                                   |                                   |                                                           |                                                           |                                                           |                                                           | Henri Gustave de Beauquesne 1807 — 1889                   | Henri Gustave de Beauquesne 1807 — 1889                   | Henri Gustave de Beauquesne 1807 — 1889 | Henri Gustave de Beauquesne 1807 — 1889 | Henri Gustave de Beauquesne 1807 — 1889 | Henri Gustave de Beauquesne 1807 — 1889 |                                      |                                      |                                      |                                      |                                      |                                      | Théonie de Peytes de Montcabrier 1814 — 1891 | Théonie de Peytes de Montcabrier 1814 — 1891 | Théonie de Peytes de Montcabrier 1814 — 1891 | Théonie de Peytes de Montcabrier 1814 — 1891 | Théonie de Peytes de Montcabrier 1814 — 1891 | Théonie de Peytes de Montcabrier 1814 — 1891 |                                            |                                            |                                 |                                 |                                     |                                     |                                     |                                     |                                     |                                     |  |  |  |  |  |  |  |  |  |  |  |  |  |  |  |  |  |  |  |  |  |  |                                       |                                       |                                       |                                       |                                       |                                       |  |  |                                       |                                       |                                       |                                       |                                       |                                       |  |  |  |  |
| Auguste Mimerel 1786 — 1871                                 | Auguste Mimerel 1786 — 1871                                 | Auguste Mimerel 1786 — 1871                                 | Auguste Mimerel 1786 — 1871                                 | Auguste Mimerel 1786 — 1871                                 | Auguste Mimerel 1786 — 1871                                 |                             |                             |                                                      |                                                      |                                                      |                                                      | Marie Flahaut 1792 — 1875                            | Marie Flahaut 1792 — 1875                            | Marie Flahaut 1792 — 1875   | Marie Flahaut 1792 — 1875   | Marie Flahaut 1792 — 1875                             | Marie Flahaut 1792 — 1875                             |                                                       |                                                       |                                                       |                                                       |                          |                          | Antoine Mimerel 1788 — 1867                                            | Antoine Mimerel 1788 — 1867                                            | Antoine Mimerel 1788 — 1867                                            | Antoine Mimerel 1788 — 1867                                            | Antoine Mimerel 1788 — 1867                                            | Antoine Mimerel 1788 — 1867                                            |                             |                             |                                                      |                                                      |                                                      |                                                      | Stéphanie Durand 1795 — 1843                         | Stéphanie Durand 1795 — 1843                         | Stéphanie Durand 1795 — 1843 | Stéphanie Durand 1795 — 1843 | Stéphanie Durand 1795 — 1843 | Stéphanie Durand 1795 — 1843 |                                   |                                   |                                                           |                                                           |                                                           |                                                           | Henri Gustave de Beauquesne 1807 — 1889                   | Henri Gustave de Beauquesne 1807 — 1889                   | Henri Gustave de Beauquesne 1807 — 1889 | Henri Gustave de Beauquesne 1807 — 1889 | Henri Gustave de Beauquesne 1807 — 1889 | Henri Gustave de Beauquesne 1807 — 1889 |                                      |                                      |                                      |                                      |                                      |                                      | Théonie de Peytes de Montcabrier 1814 — 1891 | Théonie de Peytes de Montcabrier 1814 — 1891 | Théonie de Peytes de Montcabrier 1814 — 1891 | Théonie de Peytes de Montcabrier 1814 — 1891 | Théonie de Peytes de Montcabrier 1814 — 1891 | Théonie de Peytes de Montcabrier 1814 — 1891 |                                            |                                            |                                 |                                 |                                     |                                     |                                     |                                     |                                     |                                     |  |  |  |  |  |  |  |  |  |  |  |  |  |  |  |  |  |  |  |  |  |  |                                       |                                       |                                       |                                       |                                       |                                       |  |  |                                       |                                       |                                       |                                       |                                       |                                       |  |  |  |  |
|                                                             |                                                             |                                                             |                                                             |                                                             |                                                             |                             |                             |                                                      |                                                      |                                                      |                                                      |                                                      |                                                      |                             |                             |                                                       |                                                       |                                                       |                                                       |                                                       |                                                       |                          |                          |                                                                        |                                                                        |                                                                        |                                                                        |                                                                        |                                                                        |                             |                             |                                                      |                                                      |                                                      |                                                      |                                                      |                                                      |                              |                              |                              |                              |                                   |                                   |                                                           |                                                           |                                                           |                                                           |                                                           |                                                           |                                         |                                         |                                         |                                         |                                      |                                      |                                      |                                      |                                      |                                      |                                              |                                              |                                              |                                              |                                              |                                              |                                            |                                            |                                 |                                 |                                     |                                     |                                     |                                     |                                     |                                     |  |  |  |  |  |  |  |  |  |  |  |  |  |  |  |  |  |  |  |  |  |  |                                       |                                       |                                       |                                       |                                       |                                       |  |  |                                       |                                       |                                       |                                       |                                       |                                       |  |  |  |  |
|                                                             |                                                             |                                                             |                                                             |                                                             |                                                             |                             |                             |                                                      |                                                      |                                                      |                                                      |                                                      |                                                      |                             |                             |                                                       |                                                       |                                                       |                                                       |                                                       |                                                       |                          |                          |                                                                        |                                                                        |                                                                        |                                                                        |                                                                        |                                                                        |                             |                             |                                                      |                                                      |                                                      |                                                      |                                                      |                                                      |                              |                              |                              |                              |                                   |                                   |                                                           |                                                           |                                                           |                                                           |                                                           |                                                           |                                         |                                         |                                         |                                         |                                      |                                      |                                      |                                      |                                      |                                      |                                              |                                              |                                              |                                              |                                              |                                              |                                            |                                            |                                 |                                 |                                     |                                     |                                     |                                     |                                     |                                     |  |  |  |  |  |  |  |  |  |  |  |  |  |  |  |  |  |  |  |  |  |  |                                       |                                       |                                       |                                       |                                       |                                       |  |  |                                       |                                       |                                       |                                       |                                       |                                       |  |  |  |  |
|                                                             |                                                             |                                                             |                                                             |                                                             |                                                             | Auguste Mimerel 1812 — 1881 | Auguste Mimerel 1812 — 1881 | Auguste Mimerel 1812 — 1881                          | Auguste Mimerel 1812 — 1881                          | Auguste Mimerel 1812 — 1881                          | Auguste Mimerel 1812 — 1881                          |                                                      |                                                      |                             |                             |                                                       |                                                       | Laure Scrive 1817 — 1863                              | Laure Scrive 1817 — 1863                              | Laure Scrive 1817 — 1863                              | Laure Scrive 1817 — 1863                              | Laure Scrive 1817 — 1863 | Laure Scrive 1817 — 1863 |                                                                        |                                                                        |                                                                        |                                                                        |                                                                        |                                                                        | Antoine Mimerel 1823 — 1912 | Antoine Mimerel 1823 — 1912 | Antoine Mimerel 1823 — 1912                          | Antoine Mimerel 1823 — 1912                          | Antoine Mimerel 1823 — 1912                          | Antoine Mimerel 1823 — 1912                          |                                                      |                                                      |                              |                              |                              |                              |                                   |                                   |                                                           |                                                           |                                                           |                                                           |                                                           |                                                           | Gabrielle de Beauquesne 1835 — 1900     | Gabrielle de Beauquesne 1835 — 1900     | Gabrielle de Beauquesne 1835 — 1900     | Gabrielle de Beauquesne 1835 — 1900     | Gabrielle de Beauquesne 1835 — 1900  | Gabrielle de Beauquesne 1835 — 1900  |                                      |                                      | Henri de Beauquesne 1833 — 1909      | Henri de Beauquesne 1833 — 1909      | Henri de Beauquesne 1833 — 1909              | Henri de Beauquesne 1833 — 1909              | Henri de Beauquesne 1833 — 1909              | Henri de Beauquesne 1833 — 1909              |                                              |                                              |                                            |                                            |                                 |                                 | Marie Sézille de Biarre 1838 — 1905 | Marie Sézille de Biarre 1838 — 1905 | Marie Sézille de Biarre 1838 — 1905 | Marie Sézille de Biarre 1838 — 1905 | Marie Sézille de Biarre 1838 — 1905 | Marie Sézille de Biarre 1838 — 1905 |  |  |  |  |  |  |  |  |  |  |  |  |  |  |  |  |  |  |  |  |  |  |                                       |                                       |                                       |                                       |                                       |                                       |  |  |                                       |                                       |                                       |                                       |                                       |                                       |  |  |  |  |
|                                                             |                                                             |                                                             |                                                             |                                                             |                                                             | Auguste Mimerel 1812 — 1881 | Auguste Mimerel 1812 — 1881 | Auguste Mimerel 1812 — 1881                          | Auguste Mimerel 1812 — 1881                          | Auguste Mimerel 1812 — 1881                          | Auguste Mimerel 1812 — 1881                          |                                                      |                                                      |                             |                             |                                                       |                                                       | Laure Scrive 1817 — 1863                              | Laure Scrive 1817 — 1863                              | Laure Scrive 1817 — 1863                              | Laure Scrive 1817 — 1863                              | Laure Scrive 1817 — 1863 | Laure Scrive 1817 — 1863 |                                                                        |                                                                        |                                                                        |                                                                        |                                                                        |                                                                        | Antoine Mimerel 1823 — 1912 | Antoine Mimerel 1823 — 1912 | Antoine Mimerel 1823 — 1912                          | Antoine Mimerel 1823 — 1912                          | Antoine Mimerel 1823 — 1912                          | Antoine Mimerel 1823 — 1912                          |                                                      |                                                      |                              |                              |                              |                              |                                   |                                   |                                                           |                                                           |                                                           |                                                           |                                                           |                                                           | Gabrielle de Beauquesne 1835 — 1900     | Gabrielle de Beauquesne 1835 — 1900     | Gabrielle de Beauquesne 1835 — 1900     | Gabrielle de Beauquesne 1835 — 1900     | Gabrielle de Beauquesne 1835 — 1900  | Gabrielle de Beauquesne 1835 — 1900  |                                      |                                      | Henri de Beauquesne 1833 — 1909      | Henri de Beauquesne 1833 — 1909      | Henri de Beauquesne 1833 — 1909              | Henri de Beauquesne 1833 — 1909              | Henri de Beauquesne 1833 — 1909              | Henri de Beauquesne 1833 — 1909              |                                              |                                              |                                            |                                            |                                 |                                 | Marie Sézille de Biarre 1838 — 1905 | Marie Sézille de Biarre 1838 — 1905 | Marie Sézille de Biarre 1838 — 1905 | Marie Sézille de Biarre 1838 — 1905 | Marie Sézille de Biarre 1838 — 1905 | Marie Sézille de Biarre 1838 — 1905 |  |  |  |  |  |  |  |  |  |  |  |  |  |  |  |  |  |  |  |  |  |  |                                       |                                       |                                       |                                       |                                       |                                       |  |  |                                       |                                       |                                       |                                       |                                       |                                       |  |  |  |  |
|                                                             |                                                             |                                                             |                                                             |                                                             |                                                             |                             |                             |                                                      |                                                      |                                                      |                                                      |                                                      |                                                      |                             |                             |                                                       |                                                       |                                                       |                                                       |                                                       |                                                       |                          |                          |                                                                        |                                                                        |                                                                        |                                                                        |                                                                        |                                                                        |                             |                             |                                                      |                                                      |                                                      |                                                      |                                                      |                                                      |                              |                              |                              |                              |                                   |                                   |                                                           |                                                           |                                                           |                                                           |                                                           |                                                           |                                         |                                         |                                         |                                         |                                      |                                      |                                      |                                      |                                      |                                      |                                              |                                              |                                              |                                              |                                              |                                              |                                            |                                            |                                 |                                 |                                     |                                     |                                     |                                     |                                     |                                     |  |  |  |  |  |  |  |  |  |  |  |  |  |  |  |  |  |  |  |  |  |  |                                       |                                       |                                       |                                       |                                       |                                       |  |  |                                       |                                       |                                       |                                       |                                       |                                       |  |  |  |  |
|                                                             |                                                             |                                                             |                                                             |                                                             |                                                             |                             |                             |                                                      |                                                      |                                                      |                                                      | Auguste Mimerel 1839 — 1889                          | Auguste Mimerel 1839 — 1889                          | Auguste Mimerel 1839 — 1889 | Auguste Mimerel 1839 — 1889 | Auguste Mimerel 1839 — 1889                           | Auguste Mimerel 1839 — 1889                           |                                                       |                                                       |                                                       |                                                       |                          |                          |                                                                        |                                                                        |                                                                        |                                                                        |                                                                        |                                                                        | Léon Grégoire 1861 — 1933   | Léon Grégoire 1861 — 1933   | Léon Grégoire 1861 — 1933                            | Léon Grégoire 1861 — 1933                            | Léon Grégoire 1861 — 1933                            | Léon Grégoire 1861 — 1933                            |                                                      |                                                      |                              |                              | Germaine Mimerel 1869 — 1948 | Germaine Mimerel 1869 — 1948 | Germaine Mimerel 1869 — 1948      | Germaine Mimerel 1869 — 1948      | Germaine Mimerel 1869 — 1948                              | Germaine Mimerel 1869 — 1948                              |                                                           |                                                           |                                                           |                                                           |                                         |                                         |                                         |                                         | François de Villeméjane 1852 — 1941  | François de Villeméjane 1852 — 1941  | François de Villeméjane 1852 — 1941  | François de Villeméjane 1852 — 1941  | François de Villeméjane 1852 — 1941  | François de Villeméjane 1852 — 1941  |                                              |                                              |                                              |                                              | Marie de Beauquesne 1867 — 1921              | Marie de Beauquesne 1867 — 1921              | Marie de Beauquesne 1867 — 1921            | Marie de Beauquesne 1867 — 1921            | Marie de Beauquesne 1867 — 1921 | Marie de Beauquesne 1867 — 1921 |                                     |                                     |                                     |                                     |                                     |                                     |  |  |  |  |  |  |  |  |  |  |  |  |  |  |  |  |  |  |  |  |  |  |                                       |                                       |                                       |                                       |                                       |                                       |  |  |                                       |                                       |                                       |                                       |                                       |                                       |  |  |  |  |
|                                                             |                                                             |                                                             |                                                             |                                                             |                                                             |                             |                             |                                                      |                                                      |                                                      |                                                      | Auguste Mimerel 1839 — 1889                          | Auguste Mimerel 1839 — 1889                          | Auguste Mimerel 1839 — 1889 | Auguste Mimerel 1839 — 1889 | Auguste Mimerel 1839 — 1889                           | Auguste Mimerel 1839 — 1889                           |                                                       |                                                       |                                                       |                                                       |                          |                          |                                                                        |                                                                        |                                                                        |                                                                        |                                                                        |                                                                        | Léon Grégoire 1861 — 1933   | Léon Grégoire 1861 — 1933   | Léon Grégoire 1861 — 1933                            | Léon Grégoire 1861 — 1933                            | Léon Grégoire 1861 — 1933                            | Léon Grégoire 1861 — 1933                            |                                                      |                                                      |                              |                              | Germaine Mimerel 1869 — 1948 | Germaine Mimerel 1869 — 1948 | Germaine Mimerel 1869 — 1948      | Germaine Mimerel 1869 — 1948      | Germaine Mimerel 1869 — 1948                              | Germaine Mimerel 1869 — 1948                              |                                                           |                                                           |                                                           |                                                           |                                         |                                         |                                         |                                         | François de Villeméjane 1852 — 1941  | François de Villeméjane 1852 — 1941  | François de Villeméjane 1852 — 1941  | François de Villeméjane 1852 — 1941  | François de Villeméjane 1852 — 1941  | François de Villeméjane 1852 — 1941  |                                              |                                              |                                              |                                              | Marie de Beauquesne 1867 — 1921              | Marie de Beauquesne 1867 — 1921              | Marie de Beauquesne 1867 — 1921            | Marie de Beauquesne 1867 — 1921            | Marie de Beauquesne 1867 — 1921 | Marie de Beauquesne 1867 — 1921 |                                     |                                     |                                     |                                     |                                     |                                     |  |  |  |  |  |  |  |  |  |  |  |  |  |  |  |  |  |  |  |  |  |  |                                       |                                       |                                       |                                       |                                       |                                       |  |  |                                       |                                       |                                       |                                       |                                       |                                       |  |  |  |  |

## Pour approfondir